# Niujiaowan
Niujiaowan (kinesiska: 牛角湾乡, 牛角湾) är en socken i Kina. Den ligger i provinsen Sichuan, i den sydvästra delen av landet, omkring 380 kilometer söder om provinshuvudstaden Chengdu. Antalet invånare är 6 654. Befolkningen består av 3 140 kvinnor och 3 514 män. Barn under 15 år utgör 38 %, vuxna 15-64 år 56 %, och äldre över 65 år 5,0 %.
Genomsnittlig årsnederbörd är 1 211 millimeter. Den regnigaste månaden är juli, med i genomsnitt 275 mm nederbörd, och den torraste är januari, med 5 mm nederbörd.